# Ange Atsé
Ange Flore Atsé Chiépo, née le 25 août 1988 à Adjamé, est une footballeuse internationale ivoirienne. 

## Carrière

### En club
Atsé commence sa carrière dans sa ville natale, avec le club de l'OMNESS d'Adjamé.
À partir de 2003, elle joue pour la Juventus de Yopougon, club avec lequel elle remporte 13 titres dont deux coupes de la Fédération en 2004 et 2005, l'équivalent africain de la Ligue des champions féminine de l'UEFA.

### Équipe nationale
Elle fait partie de l'équipe de Côte d'Ivoire à compter de 2005.
Elle réalise ses débuts à l'occasion d'un déplacement de l'équipe de Côte d'Ivoire en avril 2005 à Dakar.

## Palmarès
- Championne de Côte d'Ivoire à neuf reprises en 2003, 2004, 2005, 2006, 2007, 2008, 2009, 2010 et 2012[5]
- Vainqueur de la Coupe de Côte d'Ivoire à trois reprises en 2005, 2006 et 2007
- Vainqueur de la Coupe de la Fédération à deux reprises en 2004 et 2005